# Luís Alberto Bettencourt
Luís Alberto Bettencourt nasceu em Ponta Delgada, na Ilha de São Miguel (Açores), onde vive actualmente. É músico e compositor  e mantém uma actividade constante na divulgação e elaboração de obras originais, quase sempre dentro de atmosferas próximas do acústico.  Conta com uma carreira com mais de 45 anos de experiências relacionadas com a música,nos Açores, Continente, e Estados Unidos.

## Biografia

### O início
Começa muito cedo, quando demonstra a vocação para compor, aplicando temáticas próprias e conscientes, onde os conflitos sociais, as relações humanas e as imagens poéticas fazem parte do seu mundo criativo e imaginário. Durante os seus anos académicos, integra várias formações musicais na área do Rock Urbano e da música de expressão popular.
Por ironia do destino e a cumprir serviço militar, vive nas ilhas africanas do Arquipélago dos Bijagós  onde consegue experimentar profundas vivências humanas daquele tempo. Enriquece intensivamente a sua cultura e ideais sonoros com essa aproximação e consequente partilha de antigos rituais étnicos.

### Os primeiros tempos
No seu retorno da Guiné-Bissau, junta-se a músicos do seu tempo e dá início a um novo ciclo activo que o leva à composição para teatro e posteriormente para televisão. Mesmo tratando-se de um realizador profissional conceituado da estação pública regional (RTP Açores) por muito tempo, mantém sempre a sua relação com a música no activo, o que o leva a liderar e gravar vários projectos e trabalhos que vieram a marcar profundamente a música dos Açores.
Começa por fazer companhia a Zeca Medeiros nos "Phoenix", forma os "Construção", onde experimenta a fusão entre o jazz e a música popular, e funda também os "Rimanço", com Carlos Guerreiro músico e  construtor de instrumentos. Com esses grupos grava e actua na maior parte das ilhas dos Açores e algumas cidades do continente português. Esse trabalho vem a ser reconhecido a nível nacional, em várias críticas, reportagens e prémios dos jornais e entidades da especialidade.

### Bandas sonoras
Muito do seu trabalho, antigo ou actual, tem vindo a ser perpetuado em bandas sonoras de televisão, todas de grande referência, como "Os Últimos Baleeiros", "O Barco e o Sonho", "Pedras Brancas", "Balada do Atlântico", "A História de um Vulcão", "Ilhas de Bruma" e "Ilha dos Amores" (TVI), entre outras.
Várias de suas composições fazem parte de um espólio riquíssimo da música açoriana e que acaba projectada além-mar, como é o caso do eterno tema "Chamateia", composto sobre textos de António Melo e Sousa, e já interpretado e gravado por mais de 10 diferentes formações, incluindo bandas filarmónicas.

### Em resumo
É membro da "Sociedade Portuguesa de Autores", com mais de 90 de obras registadas em seu nome, e está presente em diversas colectâneas, como por exemplo "L’expédition Jules Vernes", editado e produzido em França, "7 Anos de Música" (RTP-Açores) "20 Melodias, 20 Poemas, 20 Pinturas do Século XX", uma edição da Direcção Regional da Cultura (Açores) e "Ilha dos Amores" (TVI).
A sua forma de estar na vida, faz dele um ser humano talhado para marcar a diferença. Virado para o mundo da magia dos textos, das palavras, cheias de conteúdos envolventes e místicos, e que ultrapassam a estabilidade do conhecido. Uma presença sonora e kármica, composta por verbos, sujeitos e complementos, por vezes de espaço, por vezes de tempo, complementos de uma forma de ser.

### Distinções
- Em 1982, o projecto "Construção" é premiado pelo jornal "O Tempo" com o galardão "Banda Revelação do Ano".
- Na edição do ano de 1986 do Festival RTP da Canção, classifica-se em segundo lugar com o tema "No Vapor da Madrugada", pelo grupo "Rimanço".
- No dia 19 de Abril de 2007, no Coliseu Micaelense, na cidade de Ponta Delgada, decorreu o evento Prémios Açores Música 2006, onde foram galardoados vários artistas açorianos em diversas categorias. Luís Alberto Bettencourt foi homenageado nessa noite com o "Prémio Carreira - Prestígio".
- No ano de 2017 a Região Autónoma dos Açores confere-lhe a  Insígnia Autonómica de Reconhecimento aprovado em sessão plenária da Assembleia Legislativa no dia 18.05.2017
- Filhos/Netos: Paulo Bettencourt (Filho); Tito Bettencourt (Filho); Ricardo Bettencourt (Filho); Martim Bettencourt (Neto); Duarte Baptista (Neto)

## Discografia

### Álbuns de Estúdio
- 1982- Há Qualquer Coisa (DisRego)
- 1986 - No Vapor da Madrugada (Ovação)
- 1987 - Chuva dos Meus Sentidos (Ovação)
- 1992 - Cruzeiro (DisRego)
- 1997 - Contemplações (M.M. Music)
- 2000 - Há Qualquer Coisa (DisRego)
- 2003 - D' Azul e Negro (Dito e Feito)
- 2007 - O Silêncio das Horas (Atlantis Records)
- 2010 - Perfume das Ilhas (Nine Media)
- 2015 - Acústico ( Mediaplay)
- 2017 - Coletânea (Mediaplay)
- 2021 - Em Busca do Sol (Nine Media)

### Colectâneas (Participações)
- 1989 - O Barco e o Sonho - Balada do Atlântico - Xailes Negros (Polygram)
- 1992 - Sete Anos de Música (DisRego)
- 2001 - Semana do Mar (Açor)
- 2003 - XX3x20 (D.R.A.C.)
- 2003 - L'expédition Jules Vernes (Cinefonia-Jules Vernes Aventures)
- 2007 - Ilha dos Amores (Farol)